# Abraxas nigrivena
Abraxas nigrivena är en fjärilsart som beskrevs av W. Warren 1893. Abraxas nigrivena ingår i släktet Abraxas och familjen mätare. Inga underarter finns listade i Catalogue of Life.